# Jerónimo Barrales
Jerónimo Barrales (* 28. Januar 1987 in Adrogué) ist ein argentinischer Fußballspieler.

## Karriere
Barrales startete seine Profikarriere 2009 bei CA Banfield. Noch im gleichen Jahr wurde er an den spanischen Klub Recreativo Huelva ausgeliehen und spielte damit zum ersten Mal im Ausland. 2010 kehrte er zu Banfield zurück und spielte hier bis ins Jahr 2011 hinein. Vor seinem Abschied von diesem Klub wurde er 2011 noch an die Santiago Wanderers ausgeliehen. Auf Banfield folgten die Stationen Unión de Santa Fe und Club Atlético Huracán.
Ab dem Sommer 2013 begann er für den griechischen Super-League-Klub Asteras Tripolis zu spielen. Hier avancierte er besonders in seiner zweiten Saison, der Saison 2014/15 zu einem der erfolgreichsten Torschützen der Liga. So beendete er die Saison mit 17 Toren als Torschützenkönig.
Zur Spielzeit 2015/16 wechselte er in die türkische Süper Lig zum zentralanatolischen Vertreter Sivasspor. Bereits nach einer halben Saison verließ er den Verein wieder. Im August 2016 kehrte er zu Sivasspor zurück. Bereits nach wenigen Tagen wurde er für ein halbes Jahr an seinen ehemaligen Verein Club Atlético Huracán verliehen. Im Anschluss folgte eine einjährige Leihe an Johor Darul Ta’zim FC. Nach Ablauf der Leihe wechselte er ablösefrei zu Gimnasia y Esgrima La Plata. Dort verbrachte er sechs Monate, bevor er sich dem PAS Lamia anschloss. Im Sommer 2019 wechselte er zu seinem ehemaligen Verein Asteras Tripolis.

## Erfolge
Individuell
- Torschützenkönig der Super League: 2014/15